# بازاریابی دارویی

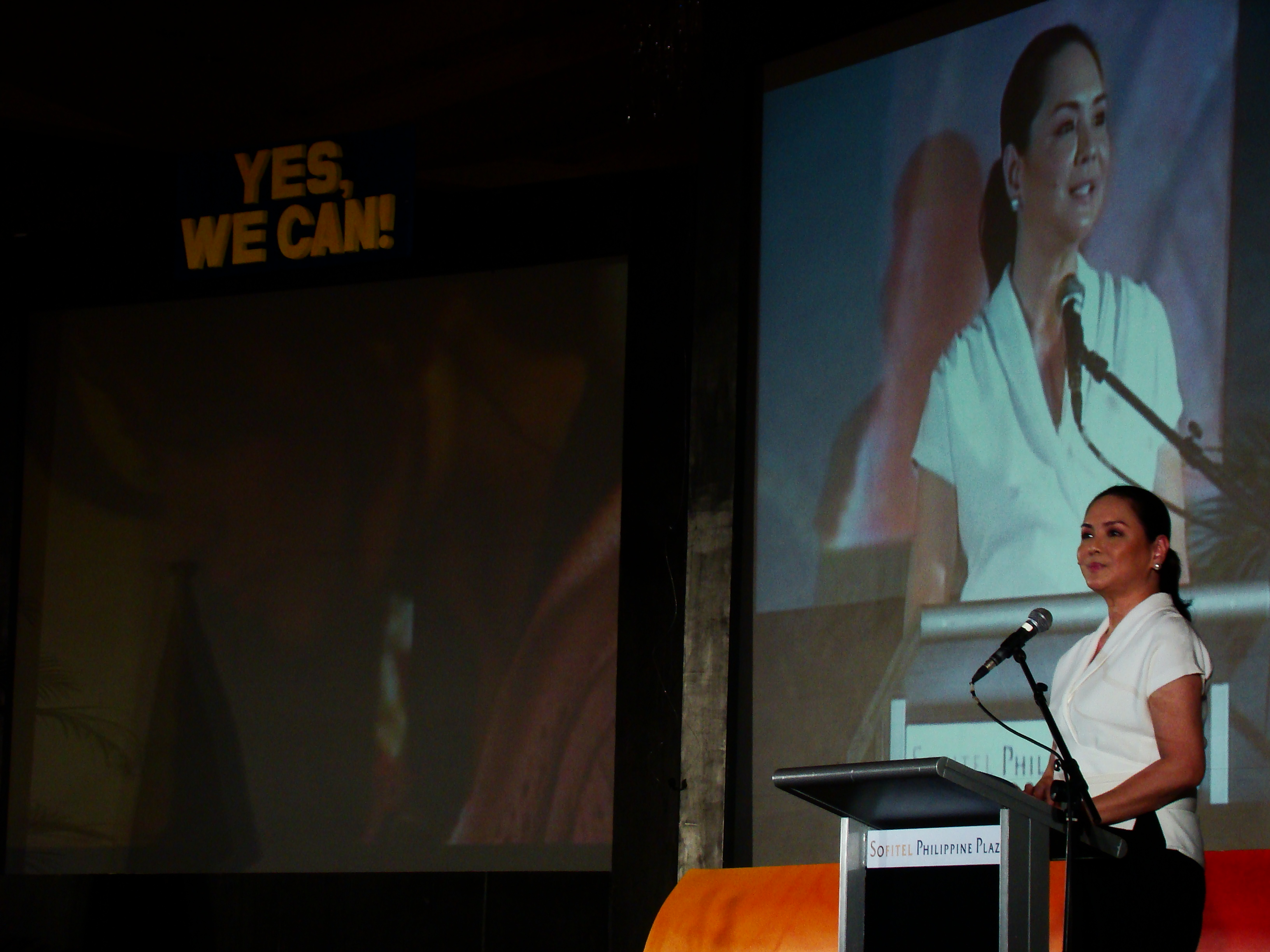

بازاریابی دارویی (به انگلیسی: Pharmaceutical marketing) کسب و کار از تبلیغات و ترویج فروش محصولات دارویی است. شواهدی وجود دارد که شیوه‌های منفی بازاریابی می‌تواند بر سلامت بیماران و پزشکان اثرات منفی به‌جای بگذارد. برخی کشورها محدودیت‌هایی برای فعالیت‌های تبلیغاتی شرکت‌های دارویی-بهداشتی در نظر گرفته‌اند. هزینه‌هایی که شرکت‌های دارویی صرف تبلیغات بازاريابي دارويي می‌کنند، به مراتب بیش از هزینه‌های در نظر گرفته برای تحقیقات علمی است. در سال ۲۰۰۴ میلادی ۱٫۷ میلیارد دلار در کانادا صرف معرفی دارو به پزشکان شد. این رقم در آمریکا و در همان سال، ۲۱ میلیارد دلار بود. هزینه‌های بازاریابی دارویی در سال ۲۰۰۵ میلادی در آمریکا، ۲۹٫۹ میلیارد دلار برآورد شده‌اند. البته این رقم تا ۵۷ میلیارد دلار نیز برآورد شده است.

## تاریخچه
بازاریابی محصولات دارویی سابقه‌ای طولانی دارد. بازاریابی داروهای قانونی غیرنسخه‌ای مانند داروهای ضد درد و ضد حساسیت مدت‌هاست که صورت می‌گیرد. البته این اواخر، بازاریابی برخی داروها کمتر شده بود. تا مدت‌ها اعتقاد بر این بود که از آنجایی که این پزشکان هستند که نوع دارو را انتخاب می‌کنند، بازاریابی انبوه، باعث هدر رفتن منابع می‌شود؛ لذا تبلیغات خاص با هدف قرار دادن پزشکان می‌تواند موثرتر و ارزان‌تر باشد. این امر شامل آگهی‌های تبلیغاتی در مجلات تخصصی و ملاقات پزشکان در مطب‌ها و بیمارستان‌ها توسط بازاریاب‌های دارویی می‌شد. بخش مهمی از تلاش‌ها معطوف دانشجویان پزشکی شد.

## ارائه دهندگان خدمات بهداشتی
بازاریابی به ارائه دهندگان خدمات بهداشتی به چهار شکل صورت می‌گیرد.
- اعطای هدایا
- ارائه توضیحات علمی از طریق ملاقات حضوری
- ارائه نمونه‌های دارویی رایگان
- ارائه کمک هزینه‌های تحصیلی جهت ادامه تحصیل

براساس یک نظر سنجی که در سال ۲۰۱۰ میلادی صورت گرفت نیمی از ۶۸۰۰۰۰ پزشک شرکت‌کننده در این نظرخواهی ملاقات با یک بازاریاب را به روش‌های دیگر بازاریاب را به روش‌های دیگر ترجیح می‌دادند. این رقم در نظرسنجی سال ۲۰۰۸ معادل ۳۸٫۵٪ بود. براساس نظرسنجی سال ۲۰۱۰ میلادی ۲۳٪ پزشکان راغب به ملاقات‌های مکرر با بازاریاب‌ها نبودند.